# Anosia witteellus
Anosia witteellus är en fjärilsart som beskrevs av Frans G.Overlaet 1955. Anosia witteellus ingår i släktet Anosia och familjen praktfjärilar. Inga underarter finns listade i Catalogue of Life.